# Golpe de Estado en Lesoto de 1970
El golpe de Estado de Lesoto de 1970 fue un autogolpe que tuvo lugar en Lesoto el 30 de enero de 1970, encabezado por el primer ministro Leabua Jonathan. Condujo a la asunción de poderes dictatoriales por parte del primer ministro Jonathan, quien ocupó el cargo desde 1965. El golpe fue desencadenado por la victoria del opositor Partido del Congreso de Basutolandia (BCP, dirigido por Ntsu Mokhehle) sobre el gobernante Partido Nacional de Basutolandia (BNP, dirigido por Jonathan) en las elecciones generales.
El primer ministro Jonathan declaró el estado de emergencia, anuló las elecciones, disolvió el parlamento y suspendió la constitución. El rey Moshoeshoe II fue enviado al exilio tras expresar su desaprobación por las acciones. El propio Jonathan fue depuesto en el golpe de Estado de 1986, encabezado por el general Justin Lekhanya.